# Rhizomyia propensa
Rhizomyia propensa är en tvåvingeart som beskrevs av Fedotova och Vasily S. Sidorenko 2006. Rhizomyia propensa ingår i släktet Rhizomyia och familjen gallmyggor. Inga underarter finns listade i Catalogue of Life.